# 女性に関する十二章
「女性に関する十二章」（じょせいにかんするじゅうにしょう）は、作家伊藤整のエッセイ。『婦人公論』1953年1月～12月号に連載。1954年、中央公論社から単行本として刊行されベストセラーになった。

## 映画
東宝により映画化され1954年11月23日に公開された。上映時間は87分。モノクロ。同時上映は『あんみつ姫 妖術比べの巻』。

### 企画製作
製作を担当した藤本真澄が映画化を熱望し、監督を担当する市川崑と2人で原作者の伊藤の自宅へ赴き、許諾を得てから製作が開始されたが、原作が十二章に分かれた恋愛講座であるため、ストーリー性のある脚本を、原作者の伊藤を交えて、市川と妻の和田夏十によるオリジナルドラマが書き上げられた。

### スタッフ
- 監督：市川崑
- シナリオ：和田夏十
- 原作：伊藤整
- 製作：藤本真澄
- 撮影：三浦光雄
- 美術：河東安英
- 音楽：黛敏郎
- 録音：西川善男
- 照明：城田正雄
- 編集：大井幸造
- バレー「白鳥の湖」出演：小牧バレー團
- 振付：小牧正英
- 演奏：東京交響楽団
- 特殊技術：東宝技術部
- 助監督：清水勝也
- 製作担当：菅英久
- 現像：東京現像所

### キャスト
- 飛鳥ミナ子：津島恵子
- 呉小平太：小泉博
- 車田龍夫：上原謙
- 三枝千栄里：有馬稲子
- 倉石そで：久慈あさみ
- 渡辺六郎兵衛：太刀川洋一
- 呉平太：徳川夢声
- 呉浜子：三好栄子
- 大鳥初子：小泉澄子
- 徳川伍介：伊豆肇（伊豆肇本人役とナレーターを兼任）
- 吉野品子：中北千枝子
- 車田菊子：坪内美子
- 高村隆：小牧正英
- 傘を忘れた女：三戸部スエ
- 三巴銀行総務部長：村上冬樹
- 雀屋のボーイA：大前亘
- 雀屋のボーイB：河辺昌義
- 新聞記者A：山本廉
- 新聞記者B：佐田豊
- 安藤房江：山本和子
- 瀬戸らんこ：鏑木ハルナ
- 伊達たか子：森啓子
- 森田はる子：東靜子
- 湯川秀雄：中山豊
- 浜田浩：今泉廉
- 若い女：河美智子
- ピアニスト：吉沢京子
- 役名不明：三條利喜江、峰三平、広瀬正一、豊ひさ子、原誠、瀬良明

### 評価
文芸映画という文化自体を嫌悪する熊谷孝によれば、「原作の人気に頼っていながら題名だけ拝借し、原作とは別の脚本を採用した安易な作品である。原作者をナレーションに起用したことも商魂逞しい。（要約）」という厳しい評価がある。